# Gerhard Zadrobilek
Gerhard Zadrobilek (Breitenfurt, 23 juni 1961) is een voormalig Oostenrijks wielrenner. Hij was beroepsrenner tussen 1982 en 1990, en legde zich daarna toe op het mountainbiken.

## Belangrijkste overwinningen
1981
- Ronde van Oostenrijk

1983
- GP Kanton Genève

1989
- Clásica San Sebastián

## Resultaten in voornaamste wedstrijden
| Jaar | Ronde van Italië | Ronde van Frankrijk | Ronde van Spanje |
| ---- | ---------------- | ------------------- | ---------------- |
| 1982 |                  |                     | 69e              |
| 1983 | 62e              |                     |                  |
| 1984 | 77e              |                     |                  |
| 1985 | 18e              |                     |                  |
| 1986 | 55e              |                     |                  |
| 1987 | opgave           | 14e                 |                  |
| 1988 |                  | 21e                 |                  |
| 1989 | 63e              | 60e                 |                  |
| 1990 |                  |                     | 84e              |

| Jaar | Milaan-San Remo | Gent-Wevelgem | Ronde van Vlaanderen | Parijs-Roubaix | Amstel Gold Race | Luik-Bast.‑Luik | Clásica San Sebastián | Kampioenschap van Zürich |  | WK op de weg |  | Wereldranglijsten |
| ---- | --------------- | ------------- | -------------------- | -------------- | ---------------- | --------------- | --------------------- | ------------------------ |  | ------------ |  | ----------------- |
| 1982 |                 | 42e           |                      |                |                  |                 |                       |                          |  | opgave       |  |                   |
| 1983 |                 |               |                      |                | 37e              | 72e             |                       |                          |  | 13e          |  |                   |
| 1984 |                 |               |                      |                |                  |                 |                       |                          |  | opgave       |  |                   |
| 1985 | 118e            |               |                      |                |                  |                 |                       | 61e                      |  | opgave       |  |                   |
| 1986 |                 |               |                      |                | 51e              |                 |                       |                          |  | 43e          |  |                   |
| 1987 |                 | 62e           | 57e                  |                | 37e              |                 |                       |                          |  | 29e          |  |                   |
| 1988 |                 |               |                      | 48e            |                  |                 | 35e                   |                          |  | opgave       |  |                   |
| 1989 |                 |               |                      |                | 47e              | 64e             | ↑                     | 15e                      |  | 29e          |  | 17e (UWB)         |
| 1990 |                 |               |                      |                |                  | 50e             | 56e                   | 58e                      |  | opgave       |  |                   |

Wielerploegen van Gerhard Zadrobilek
Amadio ·
Gaetano Baronchelli ·
Gianbattista Baronchelli (tot 14/06) ·
Bevilacqua ·
Bottoia ·
Colombo ·
Corti ·
Giuliani ·
Maier ·
Montani ·
Moser ·
Seiz ·
Thurau ·
Zadrobilek ·
Zola
Algeri ·
Allocchio ·
Amadio ·
Bevilacqua ·
Bottoia ·
Corti ·
Giuliani ·
Jurčo ·
Montani ·
Moser ·
Rominger ·
Seiz ·
Vona ·
Zadrobilek ·
Zanatta
Alcalá ·
Ampler · 
Breukink ·
De Wolf ·
den Bakker ·
Dhaenens  ·
Draaijer (tot 27/02) ·
Earley ·
Hoondert ·
Jakobs ·
Kelly ·
Kersten ·
Nelissen ·
Pedersen ·
Raab ·
Stamsnijder (tot 28/02) · 
van Aert ·
van den Akker ·
van Orsouw ·

Verhoeven ·
Vos ·
Zadrobilek
- Gemeinsame Normdatei: 112829260
- International Standard Name Identifier: 0000 0000 0821 5162
- Virtual International Authority File: 59747401
- WorldCat: E39PBJrrtT7xpR984pYCdbjDMP